# Dolina vrtnic, Bolgarija
Dolina vrtnic (bolgarsko Розова долина, latinizirano: Rozova dolina) je regija v osrednji Bolgariji, ki obsega dolini rek Strjama in Tundža (oba pritoka Marice), skupno dolgi 130 km in široki 1 do 16 km. Regijo omejujejo južna pobočja Stare planine na severu in severna pobočja vzhodnega dela gorovja Sredna gora na jugu, najpomembnejše naselje je Kazanlak, druga pomembna mesta pa so Karlovo, Sopot, Kalofer in Pavel banja.
Kot pove ime, območje slovi po tradicionalnem gojenju vrtnic za pridelavo rožnega olja. K temu prispeva ugodno celinsko podnebje s posebno mikroklimo, kjer višavja na severu in jugu ščitijo pred vetrom in zagotavljajo dovoljšnjo količino padavin, ter rodovitne rečne naplavine na dnu dolin. Nasadi, ki skupno obsegajo več tisoč hektarjev površin, pridelajo nekaj tisoč ton cvetov vrtnic letno, iz katerih v 30 do 50 destilarnah pridobijo okrog 1,7 tone rožnega olja, kar predstavlja približno polovico svetovne produkcije. To se uporablja v tisočih dišavah in kozmetičnih pripravkih, več kot 95 % ga izvozijo. Kozmetična podjetja imajo v lasti približno polovico površin nasadov, preostanek pa manjši lokalni pridelovalci. V pridelavi je zaposlenih več kot 10.000 ljudi. Bolgarsko rožno olje (bolgarsko Българско розово масло, latinizirano: Bulgarsko rozovo maslo) iz Doline vrtnic in drugih območij pridelave v Bolgariji velja v industriji za simbol kakovosti in ima zaščiteno geografsko označbo Evropske unije.
Sezona nabiranja traja od maja do junija. V tem obdobju območje prijetno diši in je prekrito z raznobarvnimi cvetovi. Proces nabiranja, ki je tradicionalno žensko opravilo, zahteva veliko spretnosti in potrpežljivosti. Cvetove zgodaj zjutraj enega za drugim skrbno porežejo in položijo v vrbove košare, ki jih nato pošljemo v destilarne. Iz treh ton cvetov destilirajo približno en liter rožnega olja. To ustreza le 0,02 do 0,05 % donosu. Turisti so dobrodošli, da se pridružijo procesu obiranja vrtnic, običajno ob koncu tedna zjutraj, ko so v vaseh okoli Kazanlaka organizirane posebne obredne uprizoritve.
Tradicija gojenja vrtnic je izpričana že v zapisih iz obdobja Odriškega kraljestva Tračanov v 5.–3. stoletju pr. n. št.. V 17. stoletju se je gojenje vrtnic razširilo iz Perzije v Indijo, severno Afriko in Turčijo. Leta 1710 so začeli gojiti vrtnice v Bolgariji, v Kazanlaku. Od leta 1750 je regija med Kazanlakom in Karlovom najpomembnejša pridelovalna regija za proizvodnjo rožnega olja. Na začetku 20. stoletja je bilo v Bolgariji še okoli 2800 manjših žganjarn rožnega olja s parnimi rezervoarji za približno eno do deset ton cvetov.
Na pridelavo rožnega olja je ključno vplivala tudi tradicija vinogradništva, od koder so prenesli več tehnoloških inovacij za destilacijo. Od začetka 20. stoletja v krajih v Dolini vrtnic prirejajo festival vrtnic, ki poteka od druge polovice maja do prve polovice junija.

## Čast
Ledenik Rose Valley na otoku Livingston na Južnih Shetlandskih otokih na Antarktiki je poimenovan po Dolini vrtnic.

## Vpliv podnebja na Dolino vrtnic
Tradicionalna sezona obiranja vrtnic v dolini se je močno spremenila zaradi podnebnih sprememb. Podatki bolgarskega nacionalnega inštituta za meteorologijo in hidrologijo razkrivajo, da se je leta 2024 začetek cvetenja vrtnic začel skoraj mesec dni prej od zgodovinskega povprečja, ki se običajno opazi med 10. in 20. junijem. Ta premik pripisujejo nenavadno blagi zimi, ki ji je sledila topla pomlad, dejavniki, ki so bistveno pospešili proces cvetenja. Podnebni znanstveniki te netipične vremenske vzorce povezujejo s širšo dinamiko podnebnih sprememb. Predvsem Evropa, opredeljena kot celina, ki se najhitreje segreva, je leta 2023 zabeležila temperature, ki so bile 2,5 stopinje Celzija nad predindustrijskim povprečjem. Ta trend segrevanja ima neposredne posledice za kmetijske prakse v Rožni dolini, saj vpliva na čas in kakovost proizvodov, pridobljenih iz vrtnic, kar je ključnega pomena za bolgarsko gospodarstvo in kulturno dediščino.

## Znani ljudje
Nekateri revolucionarji bolgarskega preporoda so odraščali v Rožni dolini:
- Vasil Levski (bolgarsko Васил Левски, rojen v Karlovu); znan tudi kot diakon Ignatij (bolgarsko Дякон Игнатий) in apostol svobode (bolgarsko Апостола на Свободата), je bil pravoslavni menih ter vodilni revolucionar in ideolog bolgarskega osvobodilnega gibanja, ki je bilo na koncu 500-letnega jarma predvsem v pravoslavni cerkvi zaradi turške tuje oblasti. Levski je deloval v obdobju narodnega preporoda, ki je sledilo krimski vojni (deseta rusko-turška vojna 1853–1856. Levski, ustanovitelj Notranje revolucionarne organizacije (VRO) in Bolgarskega revolucionarnega centralnega komiteja (BRCK), je bil v začetku leta 1873 po neuspelem poskusu osvoboditve obešen in od takrat velja za narodnega heroja.
- Hristo Botev (bolgarsko Христо Ботев, rojen v Kaloferju); Rojen kot Hristo Botjov Petkov (bolgarsko Христо Ботйов Петков 25. december 1847 je bil bolgarski pesnik, revolucionar in eden od voditeljev aprilske vstaje. Hristo Botev velja za enega bolgarskih narodnih pesnikov iz obdobja bolgarskega razsvetljenstva.[7]
- Ivan Vazov (bolgarsko Иван Вазов, rojen v Sopotu) je bil bolgarski zgodovinar, pesnik, pisatelj, politik in eden od aktivistov bolgarskega narodnega preporoda. Med letoma 1897 in 1899 je bil minister za šolstvo v vladi konservativne ljudske stranke. Zdaj ga v Bolgariji obravnavajo kot »očeta bolgarske književnosti«. Bolgarsko narodno gledališče v Sofiji nosi njegovo ime.